# Herbicida

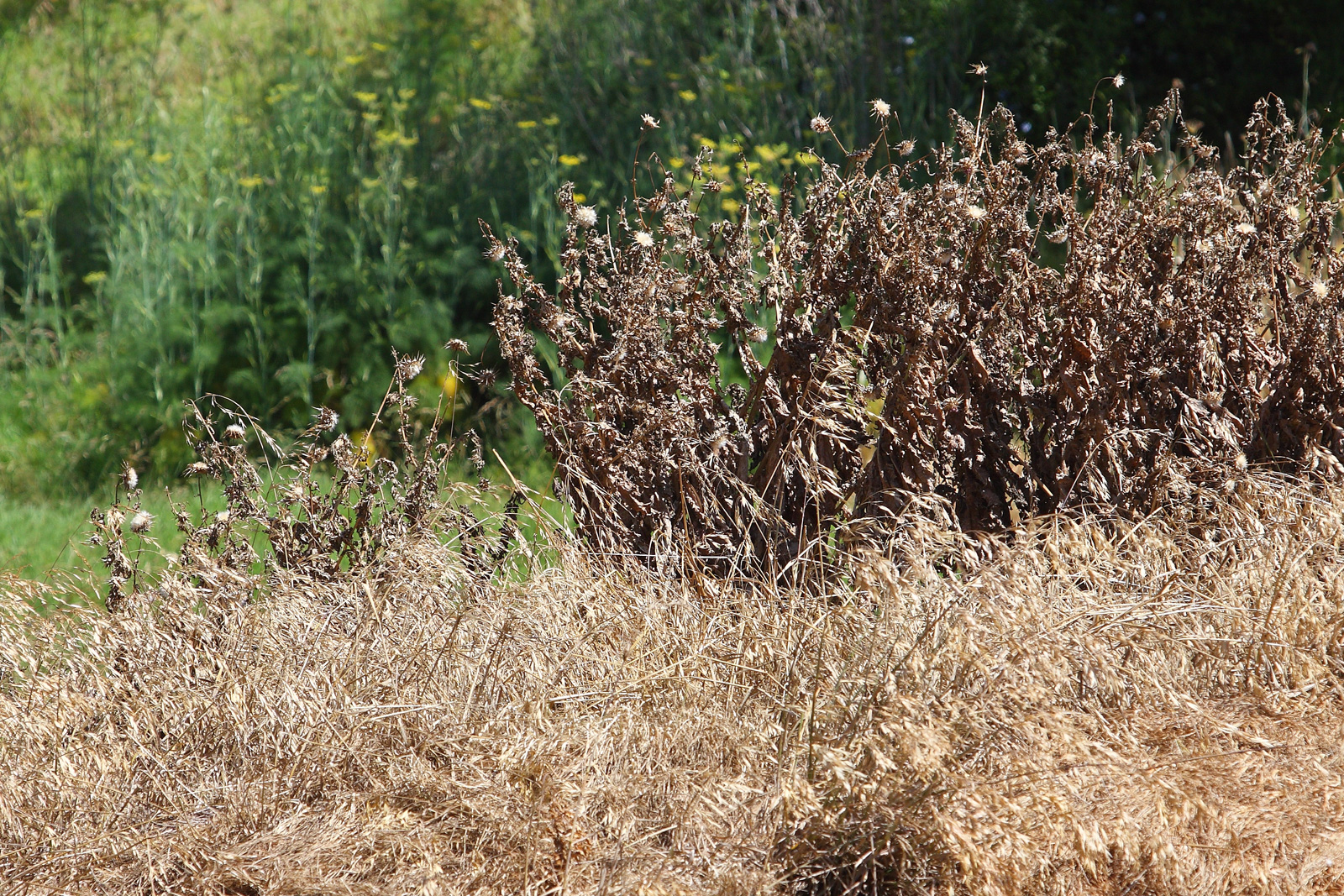
Zona tractada amb herbicides

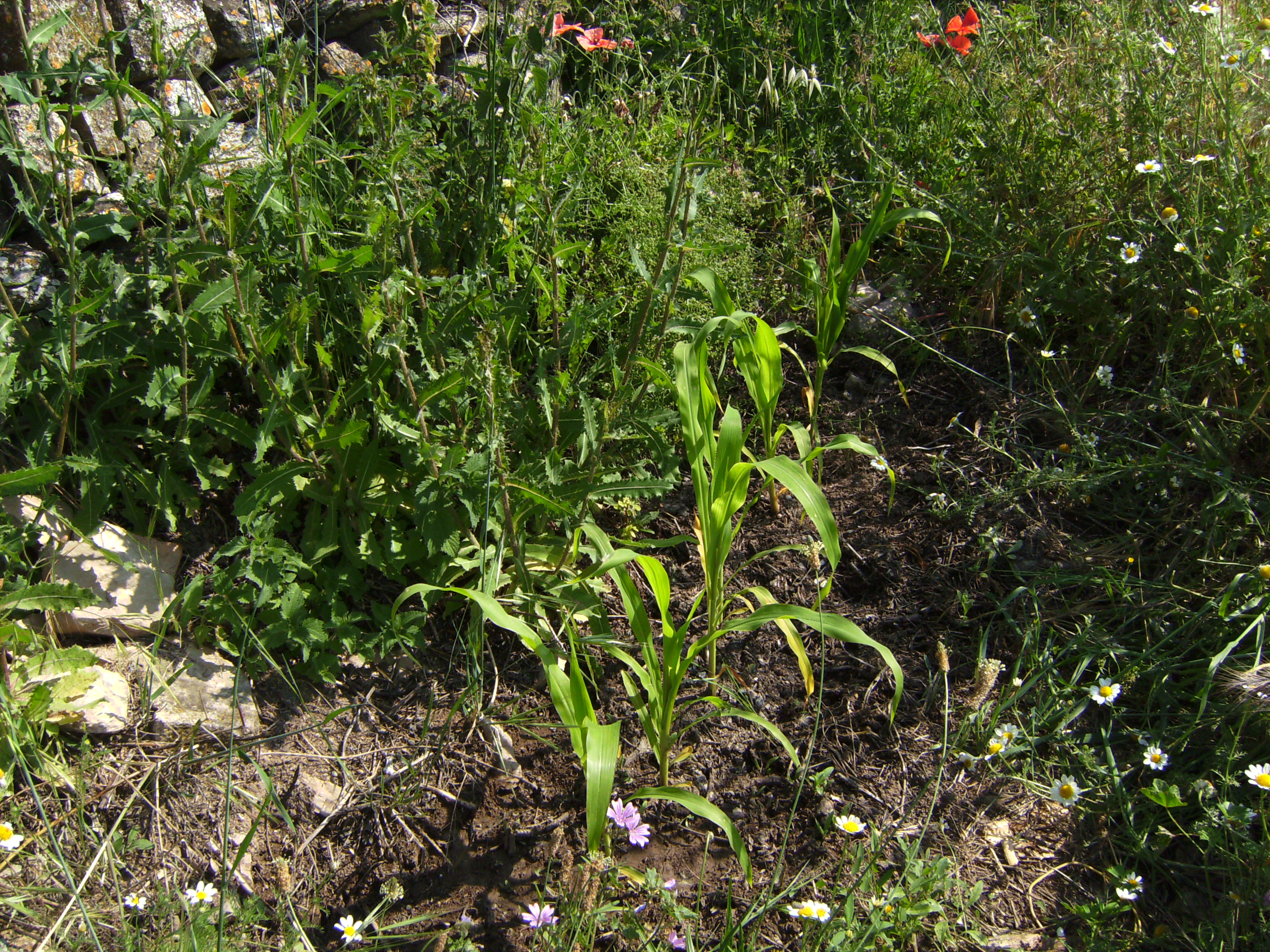
Unes males herbes a dreta i esquerra recent ruixades amb herbicida glifosat, no s'aprecien efectes.

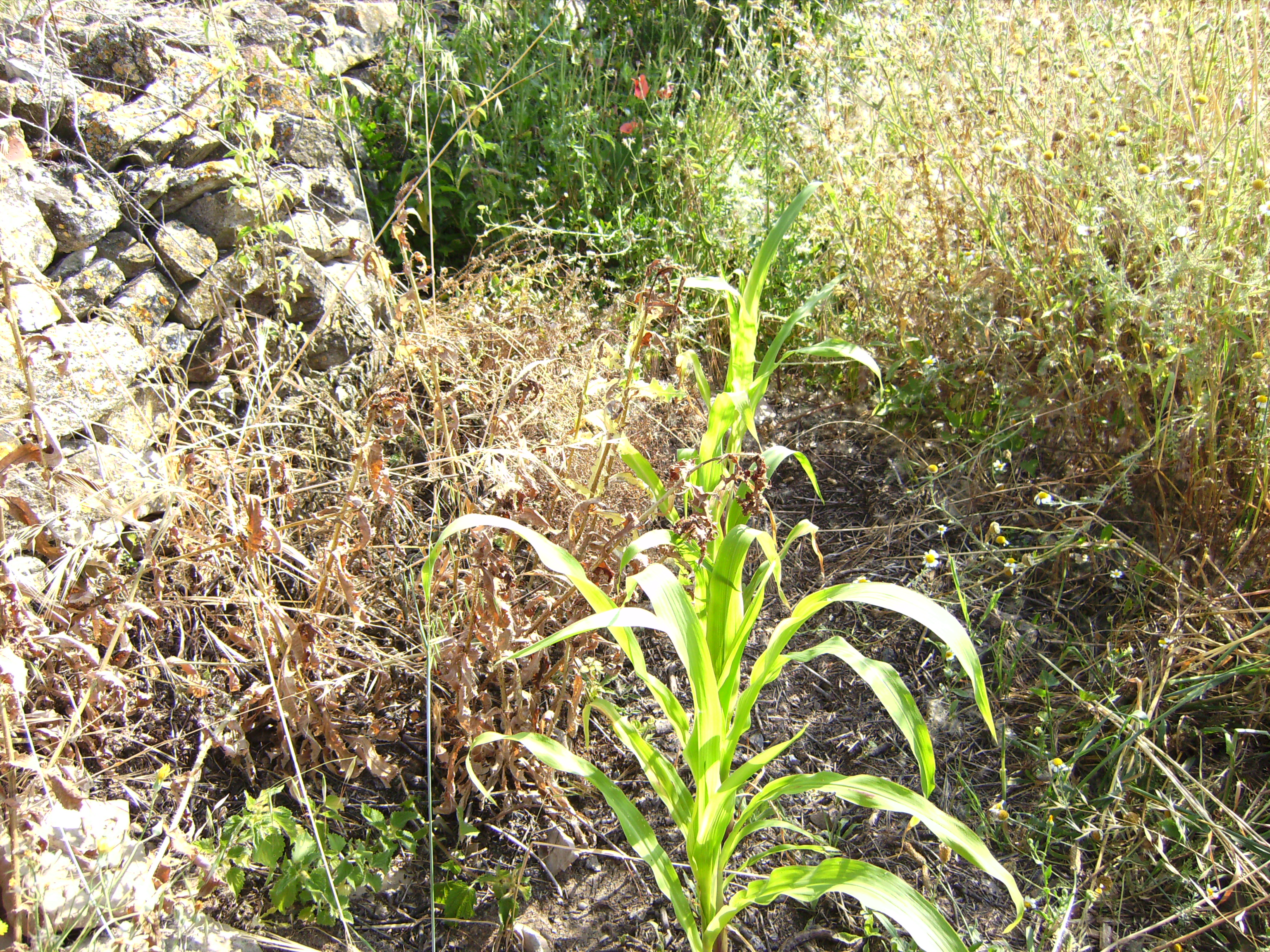
Efecte de l'herbicida a la mateixa parcel·la 14 dies després

Els herbicides són productes agroquímics o fitosanitàries que eviten el desenvolupament de les plantes adventícies considerades com mala herba. Alguns actuen interferint amb el creixement de les males herbes i es basen sovint en les hormones de les plantes. Els herbicides selectius controlen espècies de males herbes específiques, deixant al cultiu desitjat relativament indemne, mentre que els herbicides no selectius (a vegades denominats herbicides totals en els productes comercials) poden utilitzar-se per a netejar terrenys erms, terrenys industrials i de construcció, vies fèrries i terraplens de ferrocarril, ja que maten tot el material vegetal amb el qual entren en contacte. A part de la selectivitat/no selectivitat, altres distincions importants són la persistència (també coneguda com a acció residual: el temps que el producte roman en el lloc i continua sent actiu), el mitjà d'absorció (si s'absorbeix només pel fullatge sobre el sòl, a través de les arrels o per altres mitjans) i el mecanisme d'acció (com funciona). Històricament, productes com la sal comuna i altres sals metàl·liques s'utilitzaven com a herbicides, però el seu ús ha anat disminuint i en alguns països alguns d'ells estan prohibits a causa de la seva persistència en el sòl i a la preocupació per la toxicitat i la contaminació d'aigües subterrànies. Els herbicides també han estat utilitzats en guerres i conflictes per exemple com a agents defoliants o per a pertorbar la producció agrícola.
Els herbicides moderns solen ser imitacions sintètiques de les hormones vegetals naturals que interfereixen en el creixement de les plantes que són l'objectiu del producte. El terme herbicida orgànic ha arribat a designar als herbicides destinats a l'agricultura ecològica. Algunes plantes també produeixen els seus propis herbicides naturals, com el gènere Juglans (noguera), o l'arbre del cel; aquesta acció dels herbicides naturals, i altres interaccions químiques relacionades, es denomina al·lelopatia. A causa de la resistència als herbicides -una de les principals preocupacions en l'agricultura actualment- diversos productes combinen herbicides amb diferents mitjans d'acció. La gestió integrada de plagues pot utilitzar herbicides juntament amb altres mètodes de control de plagues.
Als Estats Units el 2012, al voltant del 91% de tot l'ús d'herbicides, determinat pel pes aplicat, va utilitzar-se en l'agricultura. El 2012, la despesa mundial en plaguicides va ascendir a gairebé 24.700 milions de dòlars; els herbicides van representar prop del 44% d'aquestes vendes i van constituir la major part, seguits d'insecticides, fungicides i fumigants.:5 L'herbicida també s'utilitza en la silvicultura, on s'ha descobert que certes formulacions suprimeixen les varietats de fusta dura en favor de les coníferes després de la tala d'arbres, així com els sistemes de pasturatge, i la gestió de les zones reservades com a hàbitat de la fauna.

## Introducció
Ja en l'antiguitat es coneixia les propietats herbicides i esterilitzants de la sal comuna. En temps de l'imperi romà era una pràctica simbòlica i alhora efectiva d'abocar sal sobre els camps de les ciutats conquerides com es va fer per exemple a Cartago. En aquests casos però la pluja acaba eliminant la sal en poc temps i la terra recupera la fertilitat.
Fins a 1940 aproximadament el control de les herbes adventícies es feia amb mitjans mecànics, traient les a mà, amb aixades o a través de llaurades. A partir d'aquell any es van utilitzar els primers herbicides de naturalesa senzilla com el clorat de sodi i l'àcid sulfúric. Cap d'ells es fa servir actualment com herbicides. La segona generació d'herbicides van ser els hormonals (2,4 D i 2,4 T utilitzats posteriorment com defoliants "«agent taronja» a la guerra del Vietnam i posteriorment els inhibidors de la fotosíntesi.
Algunes males herbes desenvolupen, a través d'un ús repetit d'una matèria activa herbicida, una resistència permanent a l'herbicida aplicat. En agricultura ecològica no s'utilitza cap herbicida, ja que tots ells són productes de síntesi química, però s'estan investigant herbicides provinents de la natura i el control biològic en utilitzar enemics naturals.

## Classificació dels herbicides

### Segons l'abast d'actuació
- Herbicides totals: actuen sobre tota mena de plantes i s'han d'aplicar de manera que no toqui el conreu que també afecten. Per evitar aquest inconvenient, s'ha utilitzat la modificació genètica en introduir un gen a la planta conreada que la fa resistent a un determinat herbicida (molt sovint el glifosat).[7] L'efecte del glifosat queda problemàtic com que encara no s'ha clarificat el seu impacte sobre la fauna i l'home quan entri en la cadena alimentària.

- Herbicides selectius: actuen sobre certs grups de plantes i no sobre altres. Basats sobre la interrupció de certes rutes metabòliques específiques dels vegetals per la qual cosa en principi no haurien d'afectar els animals. Hi ha herbicides que només afecten les monocotiledònies i altres que només afecten a les dicotiledònies. Altres són encara més selectius i permeten eliminar una planta de la mateixa família botànica que la conreada.

### Per la seva manera d'actuació
- Herbicides amb efecte residual: S'apliquen sobre el terra llaurat i sense herbes, són productes poc mòbils més efectius sobre les llavors que sobre els bulbs o rizomes.
- Herbicides que actuen per contacte: Només afecten la part que toquen, normalment les fulles, per la qual cosa cal aplicar-los mullant bé la planta sinó hi ha risc que no l'elimini.
- Herbicides sistèmics: Un cop aplicats sobre la planta es transporten pel floema i xilema fins que actuen sobre els òrgans de creixement i arriben a les arrels. Són els més efectius en el cas de les males herbes vivaces i perennes.

### Segons el moment de l'aplicació
- Herbicides aplicats prèviament a la sembra o abans de la plantació
- Herbicides de preemergència: Es fa l'aplicació del producte després de la sembra però abans que surtin les plàntules del conreu. S'ha de tenir en compte que no actuen en cas de secada.
- Herbicides de postemergència: Es fan servir amb el conreu ja implantat i han de ser selectius o aplicats sense tocar el conreu.

### Segons la manera d'actuar
- Disruptors de la membrana cel·lular: Són tots herbicides de contacte d'efecte molt ràpid, produeixen la necrosi de les fulles.
- Inhibidors de la fotosíntesi: Poden ser d'acció per contacte o sistèmics en aquest segon cas són d'acció més lenta. Des del principi detenen el seu creixement, després les plantes es tornen cloròtiques i finalment moren
- Inhibidors de la biosíntesi d'aminoàcids: Són de tipus sistèmic i d'acció lenta, tenen activitat per via foliar i per terra, amb els símptomes iguals que el tipus anterior
- Inhibidors de la biosíntesi de lípids: Amb els mateixos símptomes que els inhibidors de fotosíntesi i aminoàcids.
- Reguladors del creixement: D'acció lenta i per via foliar produeixen una desorganització del creixement que acaba necrosant les plantes.
- Inhibidors de mitosi i de l'estructuració de la paret cel·lular. Només són actius en el terra i produeixen l'atròfia del sistema radical.
- Inhibidors de la biosíntesi de carotenoids: Aplicats al sòl provoquen el blanquejament de le plantes
- Inhibidors de la incorporació d'amoníac: D'acció molt ràpida, ja que l'amoníac te efectes fitotóxics. Les plantes mostren clorosi i necrosi.
- Inhibició de la biosíntesi d'àcid fòlic, precursor de l'ADN.

### Segons la composició química
- Dinitroanilines
- Tiocarbamats
- Cloroacetamides
- Urees substituïdes
- Fenoxiàcids/ Benzoics/ Picolínics
- Sulfonilurees
- Imidazolinones
- Fosfono-aminoàcids
- Triazines
- Dipiridils

## Herbicides naturals
Un herbicida natural o herbicida orgànic pot ser usat en l'agricultura ecològica. Actualment aquest tipus d'herbicides no estan gaire desenvolupats però n'existeixen sota diverses marques comercials.
Entre els herbicides orgàniques hi ha:
- El gluten de blat de moro (Corn gluten meal (CGM)) usat pel control de la germinació d'algunes herbes poàcies.[9]
- El vinagre més efectiu quan més concentrat sigui necessita ser aplicat ruixant i diverses vegades.[10][11]
- El vapor d'aigua s'havia aplicat comercialment però actualment es considera d'ús antieconòmic i inadequat.[12][13]
- Amb foc controlat es pot cremar les fulles de les males herbes. Exisiteixen «cremadores» mecanitzades per a preparar el sól abans de sembrar o de cremar el terra entre les files de plantes.[8] És eficac però s'ha d'utilitzar amb prudència per evitar qualsevol risc d'incendi.
- D-limonè (oli de cítrics) treu el greix de la cutícula de les males herbes deshidratant-les i matant-les
- La sal aplicada a la zona radicular mata la majoria de les plantes.
- La monocerina produïda per certs fongs pot matar certes plantes poàcies.

## Factors que afecten l'absorció
A les fulles l'herbicida per arribar al citoplasma ha de superar una triple barrera: La cutícula, la paret cel·lular i la membrana cel·lular, els diversos mecanismes químics dels productes acaben trencant les barreres i penetrant a l'organisme vegetal. En general la mala herba quan està en període de creixement actiu és més sensible a l'herbicida. Les condicions ambientals de temperatura, lluminositat, humitat suficient i vent el més encalmat possible faciliten l'absorció. El producte herbicida no convé que sigui gaire volàtil perquè aleshores es produeix una dispersió que disminueix l'eficàcia i pot afectar zones properes.

## Efecte ecològic
La contaminació causada pels herbicides, entre altres productes agroquímics, és un dels problemes medioambientals més greus en l'actualitat. Com que hi ha molt poc control en la venda i l'ús, en moltes ocasions els herbicides s'apliquen d'una manera massa indiscriminada o irresponsable. Les grans extensions on s'apliquen herbicides junt amb el desconeixement de la naturalesa dels productes intermedis de degradació fan necessari extremar les precaucions. Un factor que va ser negligit fins fa poc és l'impacte sobre les abelles i el seu paper en la pol·linització de les plantes. Sí herbicides són menys tòxiques per a abelles que insecticides, tenen altres efectes, com per exemple el glifosat que segons certes fonts les desorientaria en canviar les aromes de les plantes.
La degradació és un factor important, que determina els efectes segundàries, per exemple quan l'excedent per la pluja contamina les rius. Dins del sòl el pH del terreny influeix en la degradació dels herbicides, els quals per la seva banda poden ser de reacció àcida o bàsica. Els herbicides de reacció molt similar a la del sòl són fortament retinguts per aquest i actuen menys sobre les males herbes. També actuen com activadors de la degradació els factors climàtics. La degradació microbiana està facilitada per una humitat de mitjana a elevada, la presència d'oxigen en els porus del sòl i una temperatura entre 27 i 32 °C, el pH comprés entre 6’5 i 8 i un alt contingut de matèria orgànica. La descomposició química depèn de la naturalesa de l'herbicida. A la descomposició per la llum o fotodescomposició són sensibles els herbicides derivats de les triazines, urees i dinitroanilines.